# Català xipella
El xipella ha estat considerat un subdialecte o variant del català central, tot i que més aviat es tracta d'un parlar de transició situat a la frontera entre el bloc oriental i l'occidental.

## Zones xipelles
El dialecte s'estén per aquesta frontera de forma discontínua entre l'Alt Urgell i la Conca de Barberà, tot seguint la línia que separa la Conca de l'Ebre de les Conques Internes de Catalunya. Podríem dir que el dialecte de transició oriental-occidental comença a parlar-se en pobles de l'Alt Urgell (Tuixent) o el Solsonès (Odèn), i també en alguns altres de les comarques de la Segarra (les Oluges), i el Priorat (Cornudella de Montsant), però, especialment, a la Conca de Barberà.
Aquesta no-continuïtat del xipella provoca sovint canvis entre els parlars de pobles que estan a pocs quilòmetres de distància. A la Conca de Barberà és on s'observen les peculiaritats de la transició amb més força, ja que està a la confluència de quatre dialectes o dialectes de transició:
- el català nord-occidental als municipis situats al nord-oest de la comarca (Vimbodí i Poblet, Vallclara i Vilanova de Prades).
- el català central als pobles de la rodalia de Santa Coloma de Queralt
- el xipella a la zona central (Sarral, Solivella, Blancafort, Pira, Barberà de la Conca i Rocafort de Queralt).
- el català tarragoní als municipis situats més al sud-oest (Vilaverd, Montblanc i les seves pedanies).

A l'Espluga de Francolí, fins a mitjan segle xx, es va conservar, fins i tot, una divisió dialectal procedent dels dos nuclis de població amb què estava dividida la vila durant l'Edat Mitjana; el parlar de l'Espluga Jussana i el de l'Espluga Sobirana, amb característiques molt compartides.

## Característiques del xipella
Com tots els parlars de transició, es troben característiques d'ambdues zones limítrofes; pot ser, per exemple, que es faci la neutralització de la "o" cap a "u", i, en canvi, no es faci la de la "a/e" cap a [ə], o sí que es faci (depenent de la situació geogràfica del poble en qüestió), obertura de E del llatí vulgar en /e/.
Però el xipella és molt conegut arreu per un tret que el fa singular: l'articulació en [i] de les [ə] (vocals neutres) posttòniques finals: formatgi per formatge, donavi per donava, lis vaquis per les vaques, etc.
Aquesta característica, que provoca molts cops les burles de parlants de zones lingüístiques properes, fa que aquest parlar es trobi en recessió, especialment entre les generacions joves. Només es manté amb certa vitalitat en algunes poblacions de la Conca de Barberà, com Solivella, convertit en una mena de símbol d'orgull local. Aquest nom s'ha usat modernament per designar també el festival Xipella rock, un grup de grallers "lus xipellis", un vi i una casa de colònies.
A continuació apareix una taula on es poden apreciar les semblances de la pronunciació xipella respecte als dialectes limítrofs:
| Mot       | Pronunciació occidental (p. ex. Vimbodí i Poblet) | Pronunciació xipella (p. ex. Solivella) | Pronunciació tarragoní (p. ex. Montblanc) | Pronunciació oriental (p. ex. Sta. Coloma de Queralt) |
| --------- | ------------------------------------------------- | --------------------------------------- | ----------------------------------------- | ----------------------------------------------------- |
| terra     | [ˈtɛra]                                           | [ˈtɛrə]                                 | [ˈtɛrɛ]                                   | [ˈtɛrə]                                               |
| aigua     | [ˈajwa]                                           | [ˈajwə]                                 | [ˈajwɛ]                                   | [ˈajwə]                                               |
| home      | [ˈɔme]                                            | [ˈɔmi]                                  | [ˈɔmɛ]                                    | [ˈɔmə]                                                |
| dona      | [ˈdɔna]                                           | [ˈdɔna]                                 | [ˈdɔnɛ]                                   | [ˈdɔnə]/[ˈdɔnɔ]                                       |
| menjar    | [menˈdʒa(r)]                                      | [minˈdʒa(r)]                            | [mənˈʒa]                                  | [mənˈdʒa]                                             |
| beure     | [ˈbewre]                                          | [ˈbewri]                                | [ˈbɛwrɛ]                                  | [ˈbɛwrə]                                              |
| petit     | [peˈtit]                                          | [pəˈtit]                                | [pəˈtit]                                  | [pəˈtit]                                              |
| comprar   | [komˈpra]                                         | [kum'pra]                               | [kumˈpra]                                 | [kum'pra]                                             |
| dia       | [ˈdia]                                            | [ˈdii]/[ˈdiɛ]                           | [ˈdiɛ]                                    | [ˈdiə]                                                |
| anglès    | [anˈgles]                                         | [ənˈglɛs]                               | [ənˈglɛs]                                 | [ənˈglɛs]                                             |
| nosaltres | [nozalˈtres]                                      | [nalˈtris]                              | [nalˈtrus]                                | [nuzalˈtrəs]                                          |
| perquè    | [perˈke]                                          | [pərˈkɛ]                                | [pərˈkɛ]                                  | [pərˈkɛ]                                              |
| pomes     | [ˈpomes]                                          | [ˈpomis]                                | [ˈpoməs]                                  | [ˈpoməs]                                              |